# Illson
Son Chang-il (en hangul, 손창일, 1 de enero de 1982), más conocido por su nombre artístico Illson (estilizado como ILLSON) y anteriormente como Double K (en hangul, 더블 케이), es un rapero surcoreano. Fue el juez/productor ganador en la primera temporada del programa Show Me the Money antes de hacer una segunda aparición como concursante en la sexta temporada. Lanzó su primer álbum, Positive Mind, el 28 de octubre de 2004.

## Discografía

### Álbumes de estudio
| Título                  | Detalles del álbum | Rendimiento en listas | Ventas |
| Título                  | Detalles del álbum | KOR                   | Ventas |
| ----------------------- | --- | --------------------- | ------ |
| Positive Mind           | - Lanzamiento: 28 de octubre de 2004 - Formatos: descarga digital                                                             | —                     |        |
| Ink Music               | - Lanzamiento: 6 de mayo de 2010 - Sello: KT Music - Formatos: CD, descarga digital                                           | 2                     |        |
| Green Wave (그린웨이브) | - Lanzamiento: 23 de abril de 2017 - Sello: Green Wave, Feel Ghood Music, LOEN Entertainment - Formatos: CD, descarga digital | —                     |        |

### Álbumes especiales
| Título                                   | Detalles del álbum                                                                                              | Posiciones pico en el gráfico | Ventas |
| Título                                   | Detalles del álbum                                                                                              | KOR                           | Ventas |
| ---------------------------------------- | --- | ----------------------------- | ------ |
| Flow 2 Flow con Dok2                     | - Lanzamiento: 25 de enero de 2011 - Sello: Hiphopplaya - Formatos: descarga digital                            | —                             |        |
| Analogue Part.2 (Livesystem) Live album  | - Lanzamiento: 15 de diciembre de 2017 - Sello: Green Wave, Warner Music Korea - Formatos: CD, descarga digital | —                             |        |
| Analogue Part.1 (Jazzed) Jazz ver. album | - Lanzamiento: 22 de diciembre de 2017 - Sello: Green Wave, Warner Music Korea - Formatos: CD, descarga digital | —                             |        |

### EP
| Título                | Detalles del álbum                                                                                | Rendimiento en listas | Ventas     |
| Título                | Detalles del álbum                                                                                | KOR <br /> | Ventas     |
| --------------------- | ------------------------------------------------------------------------------------------------- | --- | ---------- |
| Rap Movement (랩운동) | - Lanzamiento: 9 de abril de 2013 - Sello: KO Sound, CJ E&M - Formatos: CD, descarga digital      | rowspan="" style="background-color: var(--background-color-success-subtle, #cccccc); color:inherit;; text-align:center; vertical-align:middle;" \| |            |
| Guy (놈)              | - Lanzamiento: 20 de diciembre de 2013 - Sello: KO Sound, CJ E&M - Formatos: CD, descarga digital | 25 | - KOR: 613 |

### Sencillos seleccionados
| Título | Año                    | Gráfico de picos posiciones | Ventas ( DL )          | Álbum                  |
| Título | Año                    | KOR                         | Ventas ( DL )          | Álbum                  |
| Como artista principal | Como artista principal | Como artista principal      | Como artista principal | Como artista principal |
| --- | ---------------------- | --------------------------- | ---------------------- | ---------------------- |
| "Música favorita feat. Gil Hak-mi                                                                                                 | 2010                   | —                           | música de tinta        |                        |
| "Ment" (멘트) feat. Gaeko | 2012                   | 26                          | - KOR: 416.580         |                        |
| "Movimiento Rap" (랩운동) | 2013                   | —                           | - KOR: 27.217          | movimiento de rap      |
| "Pantalones calientes" | 2013                   | 89                          | - KOR: 58.992          |                        |
| "Rebobinar" feat. Michelle Lee | 2013                   | 50                          | - KOR: 110.332         |                        |
| "Chico" (놈) feat. Jay Park | 2013                   | 55                          | - KOR: 51.127          | Chico                  |
| Colaboraciones |                        |                             |                        |                        |
| "Hogar" con Loco feat. Jinsil | 2012                   | 35                          | - KOR: 140.391         | Show Me the Money      |
| "Brillante es..." con Skull, Haha, Geeks, Zico, Mad Clown, Swings, Zizo, Soul Dive, Heo Kyung-hwan, Kim Ji-min feat. Gill, Jungin | 2013                   | —                           |                        |                        |
| "—" denota lanzamientos que no figuraron en las listas.                                                                           |                        |                             |                        |                        |